# Wilhelm Eberhard Gelberg
Wilhelm Eberhard Gelberg (* 7. Dezember 1894 in Foerde bei Grevenbrück, heute gehörig zum Kreis Olpe; † 5. Juni 1940 am Oisekanal in Frankreich) war ein deutscher Politiker der NSDAP. Er war in den 1930er Jahren unter anderem Oberbürgermeister der Städte Neuss, Wuppertal und Oberhausen.

## Leben
Gelberg wurde am 7. Dezember 1894 als Sohn eines Klempnermeisters geboren. Zu Beginn des Ersten Weltkriegs wurde er 1914 Soldat und geriet 1917 in britische Kriegsgefangenschaft. Erst 1919 wurde er entlassen und arbeitete von nun an als Verkaufsleiter der Luhnschen Seifenfabrik in Barmen und der Seifen- und Glycerinwerke Peter Cremer in Düsseldorf.

## Politik
Gelberg trat im Jahr 1921 der NSDAP bei. Im Jahr 1923 wurde er Führer der Freicorps Wißmann und blieb dies bis 1924. Von 1931 bis 1933 war er Führer der Büdericher SA, anschließend bis 1938 der Neusser SA. Ab 1933 war er auch bis 1934 Polizeipräsident von Krefeld-Uerdingen. Ab dem 1. April 1934 war er bis zum 31. März 1938 Oberbürgermeister von Neuss, die letzten Monate dieser Tätigkeit, vom 5. April 1937 bis zum 20. Januar 1938, auch kommissarisch von Wuppertal. Vom 19. Januar 1938 an bis zum 13. April desselben Jahres war er auch Oberbürgermeister von Oberhausen.

## Tod
Gelberg nahm seit Beginn des Zweiten Weltkriegs als Hauptmann und Kompanieführer am Kriegsgeschehen teil. Während des Westfeldzugs starb er am 5. Juni 1940 beim Übergang über den Oisekanal in Frankreich.